# 특수절도죄
특수절도죄(特殊竊盜罪)는 대한민국 형법상 범죄로 야간(夜間)에 문호 또는 장벽 기타 건조물의 일부를 손괴하고 주거 등에 침입하여 타인의 재물을 절취하거나, 흉기를 휴대하거나, 2인 이상이 합동(合同)하여 타인의 재물을 절취함으로써 성립하는 범죄이다(형법331조). 참고로, 손괴 행위 없이 야간에 침입해서 타인의 재물을 훔친 자는 특수절도가 아니라 야간주거침입절도(형법330조)로 처벌된다.

## 판례
- 3인 이상의 범인이 합동절도의 범행을 공모한 후 적어도 2인 이상의 범인이 범행 현장에서 시간적, 장소적으로 협동관계를 이루어 절도의 실행행위를 분담하여 절도 범행을 한 경우에는 공동정범의 일반 이론에 비추어 그 공모에는 참여하였으나 현장에서 절도의 실행행위를 직접 분담하지 아니한 다른 범인에 대하여도 그가 현장에서 절도 범행을 실행한 위 2인 이상의 범인의 행위를 자기의사의 수단으로 하여 합동절도의 범행을 하였다고 평가할 수 있는 정범성의 표지를 갖추고 있다고 보여지는 한 그 다른 범인에 대하여 합동절도의 공동정범의 성립을 부정할 이유가 없다고 할 것이다[1]
- 갑이 을, 병과 공모한 후 을, 병은 피해자 회사의 사무실 금고에서 현금을 절취하고, (갑)은 위 사무실로부터 약 100m 떨어진 곳에서 망을 보는 방법으로 합동하여 재물을 절취하였다고 하여 주위적 으로 기소된 사안에서, 제반 사정에 비추어 을, 병의 합동절도 범행에 대한 공동정범으로서 죄책을 면할 수 없다[2]